# Linaria oblongifolia
Linaria oblongifolia är en grobladsväxtart. Linaria oblongifolia ingår i släktet sporrar, och familjen grobladsväxter.

## Underarter
Arten delas in i följande underarter:
- L. o. aragonensis
- L. o. benitoi
- L. o. haenseleri
- L. o. oblongifolia